# Robbie Deans

a Compétitions nationales et continentales officielles uniquement.

b Matchs officiels uniquement.
Pour les articles homonymes, voir Deans.
Robert Maxwell Deans, plus connu comme Robbie Deans, né le 4 septembre 1959 à Cheviot en Nouvelle-Zélande, est un joueur de rugby à XV qui joue avec l'équipe de Nouvelle-Zélande de 1983 à 1984. Il évolue au poste d'arrière.
Il évolue avec la province de Canterbury qui dispute la National Provincial Championship de 1979 à 1990.
De 1983 à 1984, il dispute cinq test matchs avec les All Blacks. Il est en concurrence avec Allan Hewson de Wellington et Kieran Crowley de Taranaki. Hewson est le premier choix des All Blacks de 1981 à 1984 et Crowley devient le numéro un en 1985-1986.
Il est désormais plus connu comme entraîneur de rugby à XV de l'équipe des Saitama Wild Knights. 
Il entraîne d'abord la province de Canterbury dans la compétition du National Provincial Championship, remportant le titre en 1997. Il devient l'assistant de l'entraîneur des All Blacks John Mitchell entre la fin 2001 et 2003, et même à partir du 14 décembre 2007, le premier étranger à entraîner celle des Wallabies, l'équipe nationale d'Australie. Son contrat de 4 ans doit l'amener jusqu'à la coupe du monde de rugby à XV 2011. Il quitte ce poste 2 ans après cette coupe du monde, le 8 juin 2013.
Avec les Crusaders, il a gagné plus de titres de Super 12/14 qu'aucun autre entraîneur (trois titres de Super 12 et un de Super 14).

## Carrière de joueur

### En province
- Province de Canterbury 1979-1990

### À l'étranger
- À la suite d'une tournée des All Blacks en Grande-Bretagne en 1983, Deans a évolué cinq mois au FC Grenoble et a ainsi expérimenté le rugby hexagonal.

### En équipe nationale
Il a disputé à 24 ans son premier test match le 12 novembre 1983 contre l'Écosse. Il joue son dernier test match contre l'Australie le 18 août 1984.
- 1641 points pour 146 matchs

## Palmarès comme joueur
- Cinq test matchs avec l'équipe de Nouvelle-Zélande
- Cinquante points (quatre transformations, quatorze pénalités)
- Sélections par année : deux en 1983, trois en 1984

## Carrière d'entraîneur

### En province
- Province de Canterbury 1997 - 2000

### En club
En avril 2014, il est nommé entraîneur des Panasonic Wild Knights à la place de Norifumi Nakajima.

### En franchise
- Crusaders 2000 - 2008

| Saison | Club      | Division | Poste   | Classement             | Coupe d'Europe | Challenge Européen |
| ------ | --------- | -------- | ------- | ---------------------- | -------------- | ------------------ |
| 2000   | Crusaders | Super 12 | Manager | Vainqueur              | -              | -                  |
| 2001   | Crusaders | Super 12 | Manager | 10e                    | -              | -                  |
| 2002   | Crusaders | Super 12 | Manager | Vainqueur              | -              | -                  |
| 2003   | Crusaders | Super 12 | Manager | Défaite en finale      | -              | -                  |
| 2004   | Crusaders | Super 12 | Manager | Défaite en finale      | -              | -                  |
| 2005   | Crusaders | Super 12 | Manager | Vainqueur              | -              | -                  |
| 2006   | Crusaders | Super 14 | Manager | Vainqueur              | -              | -                  |
| 2007   | Crusaders | Super 14 | Manager | Éliminé en demi-finale | -              | -                  |
| 2008   | Crusaders | Super 14 | Manager | Vainqueur              | -              | -                  |

### En équipe nationale
- All Blacks (entraîneur adjoint) 2001-2003
- Wallabies 14 décembre 2007 - 8 juin 2013

Le contrat signé fait de lui l'entraîneur de l'équipe nationale australienne pour les quatre prochaines années, jusqu'à la Coupe du Monde en 2011 en Nouvelle-Zélande. Robbie Deans devient ainsi le premier entraîneur étranger des Wallabies. Son contrat en tant qu'entraîneur des Canterbury Crusaders ne se terminait qu'après la saison 2008 et Deans a pu, avec l'accord de la Fédération de Nouvelle-Zélande, entraîner son équipe jusqu'à la fin du Super 14 (que les Crusaders ont d'ailleurs remporté).
| Année | Sélection        | Tournoi                | Poste         | Classement IRB à la fin de l'année | Tournoi                  | Coupe du Monde              |
| ----- | ---------------- | ---------------------- | ------------- | ---------------------------------- | ------------------------ | --------------------------- |
| 2002  | Nouvelle-Zélande | Tri-nations            | Adjoint       | -                                  | Vainqueur                | -                           |
| 2003  | Nouvelle-Zélande | Tri-nations            | Adjoint       | 2e                                 | Vainqueur (Grand Chelem) | Éliminé en demi-finale (3e) |
| 2008  | Australie        | Tri-nations            | Sélectionneur | 3e                                 | 2e                       | -                           |
| 2009  | Australie        | Tri-nations            | Sélectionneur | 3e                                 | 3e                       | -                           |
| 2010  | Australie        | Tri-nations            | Sélectionneur | 2e                                 | 2e                       | -                           |
| 2011  | Australie        | Tri-nations            | Sélectionneur | 2e                                 | Vainqueur                | Éliminé en demi-finale (3e) |
| 2012  | Australie        | The Rugby Championship | Sélectionneur | 3e                                 | 2e                       | -                           |
| 2013  | Australie        | -                      | Sélectionneur | 3e (à son départ)                  | -                        | -                           |

## Palmarès comme entraîneur

### En province
- Vainqueur de la National Provincial Championship en 1997.

### En franchise
Parcours dans le Super 12/14 :
| Saison | Place | Commentaire                             |
| ------ | ----- | --------------------------------------- |
| 2000   | 1er   | Victoire sur les ACT Brumbies           |
| 2001   | 10e   | -                                       |
| 2002   | 1er   | Victoire sur les ACT Brumbies           |
| 2003   | 2e    | Défaite en finale face aux Blues        |
| 2004   | 2e    | Défaite en finale face aux ACT Brumbies |
| 2005   | 1er   | Victoire sur les Waratahs               |
| 2006   | 1er   | Victoire sur les Hurricanes             |
| 2007   | 3e    | Défaite en demi-finale contre les Bulls |

### En équipe nationale (comme adjoint)
| Édition | Place | Victoires | Nuls | Défaites |
| ------- | ----- | --------- | ---- | -------- |
| 2002    | 1er   | 3         | 0    | 1        |
| 2003    | 1er   | 4         | 0    | 0        |

| Édition | Organisateur | Place/Stade de la compétition atteint | Commentaire                                                              |
| ------- | ------------ | ------------------------------------- | ------------------------------------------------------------------------ |
| 2003    | Australie    | 3e                                    | voir l'article détaillé sur la Nouvelle-Zélande à la Coupe du monde 2003 |

## Anecdotes
Le frère de Robbie Deans, Bruce Deans et son grand-oncle Bob Deans ont aussi été des All Blacks.